# Сигурд змија у оку
Сигурд змија у оку  био је полу-легендарни викиншки ратник и дански краљ, владао од средине до краја 9. века. Према више извора Саге и скандинавским историјама из 12. века и касније, он је један од синова легендарних викинга Рагнар Лодброк и Аслауг .

## Младост
„Змија у оку“ као део Сигурдовог имена означавала је физичку карактеристику. Рођен је са трагом у оку, описан као слика Оуробороса (змија која гризе властити реп). Змија као ознаку је прорекла његова мајка Аслауг, кћер Валкирие
Дански историчар Сако каже да је Сигурд као младић био близак са оцем и једно време боравио у Шкотској и Шкотским острвима. Након што је Рагнарова војска викинга убила локалне грофове, Сигурд и његов брат Радбард постављени су за подвладаре ових територија. Касније у животу Сигурда и његова браћа пратили су Рагнара на опасној експедицији преко Руса до Хеллеспонта .

## Смрт Рагнара и Велика паганска војска
Већина легендарних извора каже да је краљ Ела Нортхумбриа око 865. године убио Рагнара Лотхброка тако што га је бацио у јаму са змијама . Према традиционалним извештајима, сматра се да је Рагнар узвикивао, док је умирао, "како би млади прасићи гроктали када би знале да стари вепар пати!" Сигурд и његове браће и сестре известио је о судбини свог оца изасланика од Еле. Чувши вест, Сигурд је наводно био толико погођен да се пресекао до кости ножем који је држао у руци; његов брат Бјорн Иронсиде наводно је чврсто ухватио копље да је отисак његових прстију остављен у шуми. Сигурд и његова браћа заклели су се да ће се осветити Рагнаровој смрти.
865-866. Викиншке вође Ивар Без костију и Убе прешли су Северно море са стор стором ("Велика војска"). Традиционални извештаји тврде да су сви преживели Рагнарови синови, осим Ивара, извели први напад на краља Елу, који, међутим, није успео. Сигурдов брат Ивар  осмислио стратегију у којој војне трупе су окупирале и опљачкале град Јорк, да изазову краља Елу. Према иваровом плану, Викинзи су претварање повлачење, што доводи Елу да их потценити и постане окружен војском  . Према Рагнарссона þаттр ( Прича о синовима Рагнара, део сага о Рагнару Лотхброку ), Ула је ухваћен жив и касније погубљен крвним орлом .

## Сигурдови потомци
Рагнарссона þаттр наводи да када је његов отац умро, Сигурд је наследио Зеаланд, Сцаниа, Халанд, данска острва, и Викен . Могуће је и да је једно време био сувладар Данске са својим братом Халфданом, јер франачки извори 873. године помињу одређене Сигфреда и Халфдана као владаре - имена Сигурд и Сигфред често су се мешала у нордијској литератури. Могао је наслиједити свог брата Халфдана Рагнарссона као јединог краља Данске око 877. године, када је Халфдан пао у битци у Ирском мору . Дански краљ викинга зван Сигфред, за којег се чини да је у то време постао без земље, убијен је 887 у Западној Францији ; он је вероватно иста особа.  Сигурд жени Блаеја, ћерку краља Аелла од Нортхумбриа и имали су двоје деце, Хартхацануте и Аслауг Сигурдардотир, која је била удата за Хелге.
Хелге је можда накратко наследио свог свекрва као краља Данске пре него што га је свргнуо Олоф, викиншки поглавар који је око 900. године излетео из Шведске.
Рагнарссона þаттр каже да је дански краљ Хартхацануте био син Сигурда . Међутим, хроничар 11. века Адам из Бремена помиње Хардегона (вероватно Хартхацануте) као сина извесног Свена. Хардегон или Хартхацануте наследили су Сигтригг-а Гнупассон-а као краља дела Данске (вероватно Јутланда, али према каснијој традицији Зеланда, Сканије и Халланда ) око 916. године. Према Рагнарссона þаттр, он је ипак изгубио Викен ( Ослофјорд ) који је био део данске области у 9. веку. Био је отац Горма Старог, данског краља. Горм је наслиједио оца као краља и оженио Тхиру .
Гормов син, Харалд Плавозуби наследио свог оца као краљ и оженио евентуално три пута са Гунхилд, Тове и Гирид . Харалд је имао сина по имену Свеин Форкбеард . Швејн је наслиједио оца као краља и оженио се Гунхилдом ( Пољска Шведскослова ). Имали су сина по имену Цнут Велики . Швејн је такође владао Енглеском током свог живота и основао Данско царство. Када је Свеин умро, његов старији син Харалд Свендсен постао је краљ Данске, док је бивши краљ Енглеске, Етхелред, вратио на трон. Након Харалдове смрти, његов брат Цнут Велики постао је краљ, поново је успоставио данско Царство Северног мора. Оженио се Еммом из Нормандије са којом је имао сина по имену Хартхацнут . Када је Цнут умро (а пошто су умрла и браћа Хартхацнут), Хартхацнут је постао краљ Данске и Енглеске. Након његове смрти, Едвард Исповједник постао је владар Енглеске 1042. године. Свеин Форкбеард је такође имао кћер Естрид из које потјечу сви краљеви и краљице Данске након 1047. године.
Сигурдова кћерка Аслауг, као што је већ споменуто, удала се за Хелгија Оштрог из династије Даглинг . Имали су сина по имену Сигурд Харт, који се оженио женом по имену Ингеборг. Сигурд Харт и Ингеборг имали су децу по имену Гутторм Сигурдссон и Рагнхилд Сигурдсдоттер. Када је умро ујак Сигурда Харт-а, краљ Фроðи из Рингерикеа, Сигурд Харт је наводно отишао у Норвешку да га наследи као краља Рингерикеа.

## У популарној култури
Сигурд Змија-у-оку има истакнуто место на Хистори каналу у историјској драми телевизијске серије Викинга улогу игра Давид Линдстром .